# Pidpolozzea, Voloveț
Pidpolozzea (în ucraineană Підполоззя) este localitatea de reședință a comunei Pidpolozzea din raionul Voloveț, regiunea Transcarpatia, Ucraina.

## Demografie
Componența lingvistică a localității Pidpolozzea
     Ucraineană (97,99%)
     Alte limbi (2%)
Conform recensământului din 2001, majoritatea populației localității Pidpolozzea era vorbitoare de ucraineană (97,99%), existând în minoritate și vorbitori de alte limbi.